# Candide oder der Optimismus

Die erste Ausgabe des Candide bei Cramer in Genf, 1759

Candide oder der Optimismus (französisch Candide ou l’optimisme) ist eine 1759 unter dem Pseudonym Docteur Ralph erschienene satirische Novelle des französischen Philosophen Voltaire. Im Jahr 1761 erschien die erste deutsche Übersetzung unter dem Titel Die beste Welt.
Diese Satire wendet sich unter anderem gegen die optimistische Weltanschauung Gottfried Wilhelm Leibniz’, der die beste aller möglichen Welten postulierte. Voltaire propagiert Skeptizismus und Pessimismus, die Leibniz’ Postulat in den Kontext der Zeit rücken (Eindruck des Erdbebens von Lissabon 1755, Siebenjähriger Krieg) und in Frage stellen. Mit Witz und Ironie prangert Voltaire in seinem „conte philosophique“ den überheblichen Adel, die kirchliche Inquisition, Krieg und Sklaverei an und verspottet die naive Utopie des einfachen Mannes von einem sorglosen Leben.

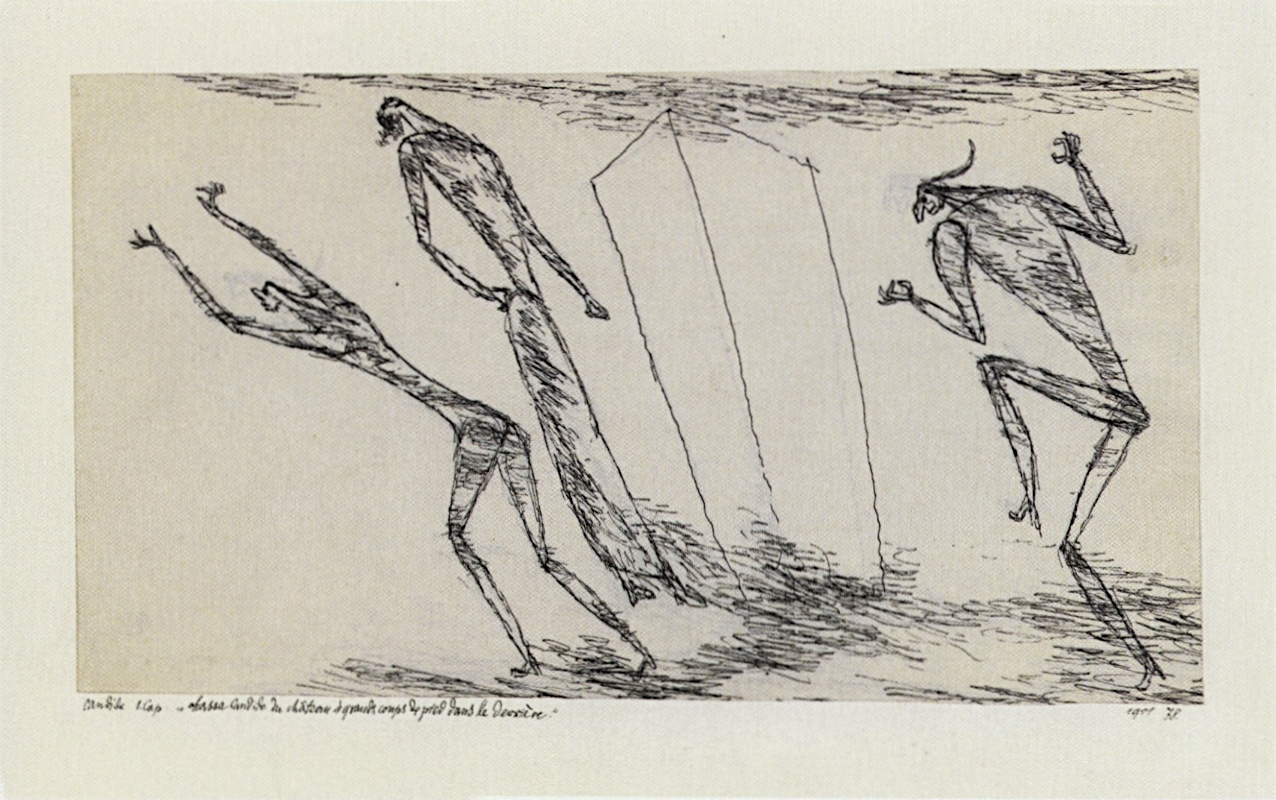
Paul Klee: Candide 1. Cap. „chasse Candide du château à grands coups de pied dans le derrière“, 1911, Feder auf Papier auf Karton, Zentrum Paul Klee, Bern

## Inhalt
Voltaire wählt als Schauplatz für seine Geschichte, die er analog zu vielen Mythologien (inklusive der biblischen) in der ursprünglichen „besten aller möglichen Welten“ des Anfangs beginnen lässt, das „herrlich friedliche Westfalen“. Der einfach gestrickte Held Candide, der illegitime Neffe des westfälischen Barons Thunder-ten-tronckh, wird aus dem westfälischen Heimatschloss verbannt, nachdem er mit der traumhaft schönen Prinzessin Cunégonde in flagranti ertappt worden ist. Die Vertreibung gerät ihm zur Verstoßung aus jenem Paradies, in dem ihm sein Lehrer Pangloss (von altgriechisch pan „alles, umfassend“ und glossa „Zunge, Sprache“, also ungefähr „Allessprecher“) die Leibnizsche Theorie der „besten aller Welten“ versucht näherzubringen. – Von dieser literarischen Figur leitet sich der Begriff Panglossianismus ab.
Auf der anschließenden Reise wird die Theorie des Optimismus zusehends ad absurdum geführt. Denn was ihm auf der Reise quer durch Europa und nach Übersee widerfährt, ist durch eine Kette zufälliger Unglücke, Katastrophen und unwahrscheinlicher Rettungen gekennzeichnet, die ihn an die entlegensten Orte der Welt führen. So gerät er in die Fänge bulgarischer Soldaten, die einen grausamen Krieg führen, kommt nach Lissabon, als dort das allbekannte, verheerende Erdbeben hereinbricht, um dort seine geliebte, inzwischen versklavte, verwundete und nahezu pausenlos vergewaltigte Cunégonde zu entdecken. Schon bald muss er sie jedoch verlassen, um sein Leben zu retten, und flüchtet über Cádiz, wo er den Begleiter Cacambo trifft, nach Paraguay. Dort begegnet er einem jesuitischen deutschen Baron, der sich als Bruder Cunégondes entpuppt. Als dieser erfährt, dass der bürgerliche Candide seine adelige Schwester heiraten will, ist er darüber so empört, dass er Candide töten will, dabei allerdings selbst ums Leben kommt.
Wieder muss Candide fliehen. Auf einem reißenden unterirdischen Fluss gelangt er, zusammen mit seinem treuen Begleiter Cacambo, unvermutet nach El Dorado, einem ringsum von steilen Bergen hermetisch abgeriegelten ehemaligen Inkareich, in dem Gold und Edelsteine die Straßen pflastern und in dem Toleranz, Wohlstand und Frieden perfekt verwirklicht sind. Einen Monat lang werden die beiden Abenteurer gastfreundlich verwöhnt und kommen aus dem Staunen nicht heraus. Doch dann verlässt Candide dieses Paradies wieder, um, mit Reichtümern schwer bepackt, nach Cunégonde als dem einzig wahren Glück zu suchen. Auf der Reise trifft er in Surinam auf den alten Philosophen Martin und macht ihn zu seinem zweiten Gefährten. In den Gesprächen mit diesem lebenserfahrenen holländischen Pessimisten lernt Candide Habgier und Bosheit als die treibenden Kräfte des menschlichen Lebens erkennen. So wird er allmählich kritischer und schenkt der optimistischen Philosophie nach all dem Leid, das er in aller Welt gesehen bzw. selbst erfahren hat, immer weniger Glauben.
Nach enttäuschenden Aufenthalten in Paris (wo Candide seiner Cunégonde für eine Nacht untreu wird), Portsmouth und Venedig erreichen Candide, Martin und Cacambo schließlich Konstantinopel. Dort finden sie nicht nur seinen längst totgeglaubten Lehrer Pangloss, sondern auch Cunégonde wieder, letztere allerdings grauenvoll verstümmelt. Resigniert beschließt Candide, sie dennoch zu heiraten. Er kauft ein Landgut, in dem er sich mit seinen Begleitern niederlässt und der Landwirtschaft widmet. Dort gibt jeder sein Bestes („chacun se mit à exercer ses talents“), die hässliche Cunégonde wird eine gute Köchin, der weise Martin empfiehlt: „Travaillons sans raisonner, […] c’est le seul moyen de rendre la vie supportable“ („Lasst uns arbeiten ohne nachzudenken, das ist das einzige Mittel, das Leben erträglich zu machen“), und Pangloss, der nach wie vor einen ungetrübten Optimismus predigt, wird von Candide im letzten Satz der Novelle mit der Erkenntnis beschieden: „Cela bien dit, […] mais il faut cultiver notre jardin“ („Gut gesagt, aber wir müssen unseren Garten bestellen“). So bietet Voltaire in seinem negativen Märchen, das die unausrottbare Unverbesserlichkeit des Menschen zum Thema hat, in der Beschränkung auf die gemeinsame banale häusliche Arbeit letztlich doch noch einen Ausweg.

## Ausgaben

### Erste Ausgaben
Die Druckgeschichte des Candide ist komplex und auch heute noch nicht in allen Einzelheiten geklärt. Mit seinem Erscheinen war der Text durch die Zensur in Genf und Frankreich gleichermaßen bedroht. Voltaire und seine Verleger entwickelten daher eine ausgeklügelte Strategie, um ein Verbot und die drohende Beschlagnahmung ins Leere laufen zu lassen. Vermutlich wurde bereits 1758 ein nicht erhaltener Probedruck in Genf hergestellt, der zumindest nach London zu Nourse, nach Paris zu Lambert und vermutlich auch nach Amsterdam zu Rey geschmuggelt wurde. Der mehrortige Druck war wegen der fehlenden Kooperation der Zensurbehörden dadurch nicht mehr zu verhindern.
- Bezeugt ist der Vertrieb der 299-seitigen ersten Cramer-Ausgabe in Genf für die Januarmitte 1759 (Sigle 299G).
- Die 237-seitige erste Lambert-Ausgabe erschien Anfang Februar in Paris (Sigle 237P).
- Darauf folgte die 299-seitige Nourse-Ausgabe in London (Sigle 299L).

Diese drei Ausgaben unterscheiden sich in einigen Textstellen, weisen aber dadurch auf eine gemeinsame Vorlage – wahrscheinlich auf den von A. Morize und Ira Owen Wade postulierten Probedruck. Die Frères Cramer in Genf sind vermutlich die ersten, nicht aber die rechtmäßigen Drucker im Sinne des heutigen Urheberrechtes.
Insgesamt erschienen 1759 an mehreren Orten in Europa mindestens 17 verschiedene französische Drucke ohne Verfasserangabe, einige von ihnen jedoch sind Raubdrucke. Die erste englische Übersetzung, Candid, or All fo the best, wurde von Nourse herausgegeben. Eine zweite Übersetzung von William Rider erschien noch im April 1759 unter dem Titel Candidus, or the Optimist, und wurde in mindestens drei separaten Ausgaben in London, Edinburg und Dublin gedruckt. Weitere Übersetzungen in das italienische Candido, o l’ottimismo und in das Niederländische folgten noch im selben Jahr. Die erste deutsche Übersetzung von Johann Albrecht Philippi erschien 1761. Die Gesamtauflage der 1759-Ausgaben auf Französisch wird auf 20.000 Exemplare geschätzt. Hinzu kommen die etwa 10.000 Exemplare der Übersetzungen. In der von Theodore Bestermann herausgegebenen Oxforder Werkausgabe werden die Ausgaben nach ihrer Seitenzahl gruppiert und aufgrund ihrer typographischen und textlichen Besonderheiten sowie der Wasserzeichen sortiert und bekannten Druckorten zugeordnet. Dem deutschsprachigen Raum können so eine 167-seitige Ausgabe sowie eine 301-seitige Ausgabe, die auf Papier mit Basler Wasserzeichen gedruckt wurde, zugeordnet werden.
Die Endfassung des Candide erschien 1761 im Rahmen der Cramer’schen Werkausgabe.

### Das La-Vallière-Manuskript des Candide
1959 wurde das einzige bekannte Manuskript des Candidetextes aus der Sammlung des Duc de La Vallière entdeckt. Es dürfte im Oktober 1758 nach dem Diktat Voltaires entstanden sein und weicht bis auf Marginalien nur in den Kapiteln 19 und 22 von den frühen Buchfassungen ab. Der Text in der Handschrift von Voltaires Sekretär Jean-Louis Wagnière wurde hier von Voltaire eigenhändig abgeändert. Das Manuskript ermöglichte Ira Owen Wade und André Morize eine zeitliche Zuordnung der frühen Ausgaben. So steht die dritte Ausgabe London dem Manuskript näher als die Ausgaben Genf und Paris und dürfte deshalb wegen der typographischen Übereinstimmungen auf eine gemeinsame gedruckte Vorlage zurückgehen.
- Manuskript aus der Provenienz des Duc de La Vallière, BNF, Oktober 1758,  online mit Audiowiedergabe auf Französisch

### Die bislang bekannten 1759er-Ausgaben nach der Oxforder Werkausgabe
- Candide, Ou L’Optimisme, Traduit de l’Allemand de Mr. le Docteur Ralph, ohne Impressum (Genf Cramer), 12°, 299 S. (Sigle 299G) online
- Candide, Ou L’Optimisme, Traduit de l’Allemand de Mr. le Docteur Ralph, ohne Impressum (London Nourse), 12°, 299 S. (Sigle 299L) online
- Candide, Ou L’Optimisme, Traduit de l’Allemand de Mr. le Docteur Ralph, ohne Impressum (London unbekannt), 12°, 299 S. (Sigle 299La)
- Candide, Ou L’Optimisme, Traduit de l’Allemand de Mr. le Docteur Ralph, ohne Impressum (Paris nach Morize Prault), 12°, 299 S. (Sigle 299P) online
- Candide, Ou L’Optimisme, Traduit de l’Allemand de Mr. le Docteur Ralph, ohne Impressum (Paris nach Morize Lambert), 12°, 237 S. (Sigle 237P) online
- Candide, Ou L’Optimisme, Traduit de l’Allemand de Mr. le Docteur Ralph, ohne Impressum (Frankreich unbekannt), 12°, 237 (3) S. (Sigle 237)
- Candide, Ou L’Optimisme, Traduit de l’Allemand de Mr. le Docteur Ralph, ohne Impressum (Frankreich unbekannt), 12°, 237 (3) S. (Sigle 237a)
- Candide, Ou L’Optimisme, Traduit de l’Allemand de Mr. le Docteur Ralph, ohne Impressum (Frankreich unbekannt), 12°, 237 (3) S. (Sigle 237b)
- Candide, Ou L’Optimisme, Traduit de l’Allemand de Mr. le Docteur Ralph, ohne Impressum (Frankreich Provinz unbekannt), 12°, 237 (3) S. (Sigle 237c)
- Candide, Ou L’Optimisme, Traduit de l’Allemand de Mr. le Docteur Ralph, ohne Impressum (Frankreich unbekannt), 12°, 237 (3) S. (Sigle 237d)
- Candide, Ou L’Optimisme, Traduit de l’Allemand de Mr. le Docteur Ralph, ohne Impressum (Schweiz Basel? oder Deutschland unbekannt), 12°, 301 S. (Sigle 301) online
- Candide, Ou L’Optimisme, Traduit de l’Allemand de Mr. le Docteur Ralph, ohne Impressum (Frankreich Provinz unbekannt), 12°, 215 S. (Sigle 215)
- Candide, Ou L’Optimisme, Traduit de l’Allemand de Mr. le Docteur Ralph, ohne Impressum (Frankreich Provinz unbekannt), 12°, 215 S. (Sigle 215a) online
- Candide, Ou L’Optimisme, Traduit de l’Allemand de Mr. le Docteur Ralph, ohne Impressum (Italien? unbekannt), 12°, 190 S. (Sigle 190)
- Candide, Ou L’Optimisme, Traduit de l’Allemand de Mr. le Docteur Ralph, ohne Impressum (Holland Rey?), 12°, 176 S. (Sigle 176) online
- Candide, Ou L’Optimisme, Traduit de l’Allemand par Mr. de Volt***, ohne Impressum (Holland unbekannt), 12°, 167 S. (Sigle 167) online
- Candide, Ou L’Optimisme, Traduit de l’Allemand de Mr. le Docteur Ralph, ohne Impressum (Unbekannt), 12°, 167 S. (Sigle 167a)

### Neuere deutsche Ausgaben (Auswahl)
- 1958: Candide oder der Optimismus. Aus dem Deutschen übersetzt von Herrn Doktor Ralph samt den Bemerkungen, die man in der Tasche des Doktors fand, als er zu Minden im Jahre des Heils 1759 starb. Übersetzt von Wilhelm Christhelf Sigismund Mylius (1778), sprachlich erneuert. Herausgegeben von Prof. Dr. Manfred Neumann, Rütten & Loening, Berlin W 8. Illustration und Gesamtausstattung von Werner Klemke. (Von diesem Werk wurden dreißig nummerierte Exemplare von Werner Klemke signiert und von Beate Glum im Nationalen Druckhaus in Berlin handgebunden.)
  - 2. Auflage 1959
  - 3. Auflage 1964
- 1971: Candid oder Die Beste der Welten. Dt. Übertragung und Nachwort von Ernst Sander. Philipp Reclam jun., Universal-Bibliothek Nr. 6549, Stuttgart, ISBN 3-15-006549-6.
- 1972: Candide oder der Optimismus. Aus dem Deutschen übersetzt von Dr. Ralph und mit Anmerkungen versehen, die man in der Tasche des Doktors fand, als er im Jahre des Heils 1759 zu Minden starb, aus dem Französischen von Ilse Lehmann, mit Zeichnungen von Paul Klee. Frankfurt/M.: Insel Verlag, ISBN 3-458-31711-2.
- 2001: Candide oder der Optimismus. Aus dem Deutschen übersetzt von Herrn Doktor Ralph samt den Bemerkungen, die man in der Tasche des Doktors fand, als er zu Minden im Jahre des Heils 1759 starb. Übersetzt von Stephan Hermlin. Reclam, Leipzig, ISBN 3-379-01725-6 (RUB 1725).
- 2003: Candide oder der Optimismus. Hg. und übersetzt von Wolfgang Tschöke, dtv/Hanser, München, ISBN 3-423-13009-1.
- 2006: Candide – oder der Optimismus. Hg. von Heinz-Joachim Fischer, dt. Übersetzung von Ulrich Bossier. Marix Verlag, Wiesbaden, ISBN 3-86539-094-3.

### Hörbücher
- Candide. Gelesen von Wiglaf Droste. Kunstmann, München 2002, ISBN 3-88897-304-X
- Candide, oder die beste aller Welten. Hörbuch. Erzähler: Heiner Heusinger. Mediaphon-Madacy Entertainment, Leinfelden-Echterdingen 2005, ISBN 3-938143-43-6
- Candide als Librivox-Hörbuch
- radioTexte / Voltaire: Candide, Bayerischer Rundfunk, gelesen von Horst Raspe, Moderation Judith Heitkamp.

## Illustrationen zu Candide

### Daniel Chodowiecki 1777 für die Ausgabe im Verlag Friedrich Christian Himburg 1778

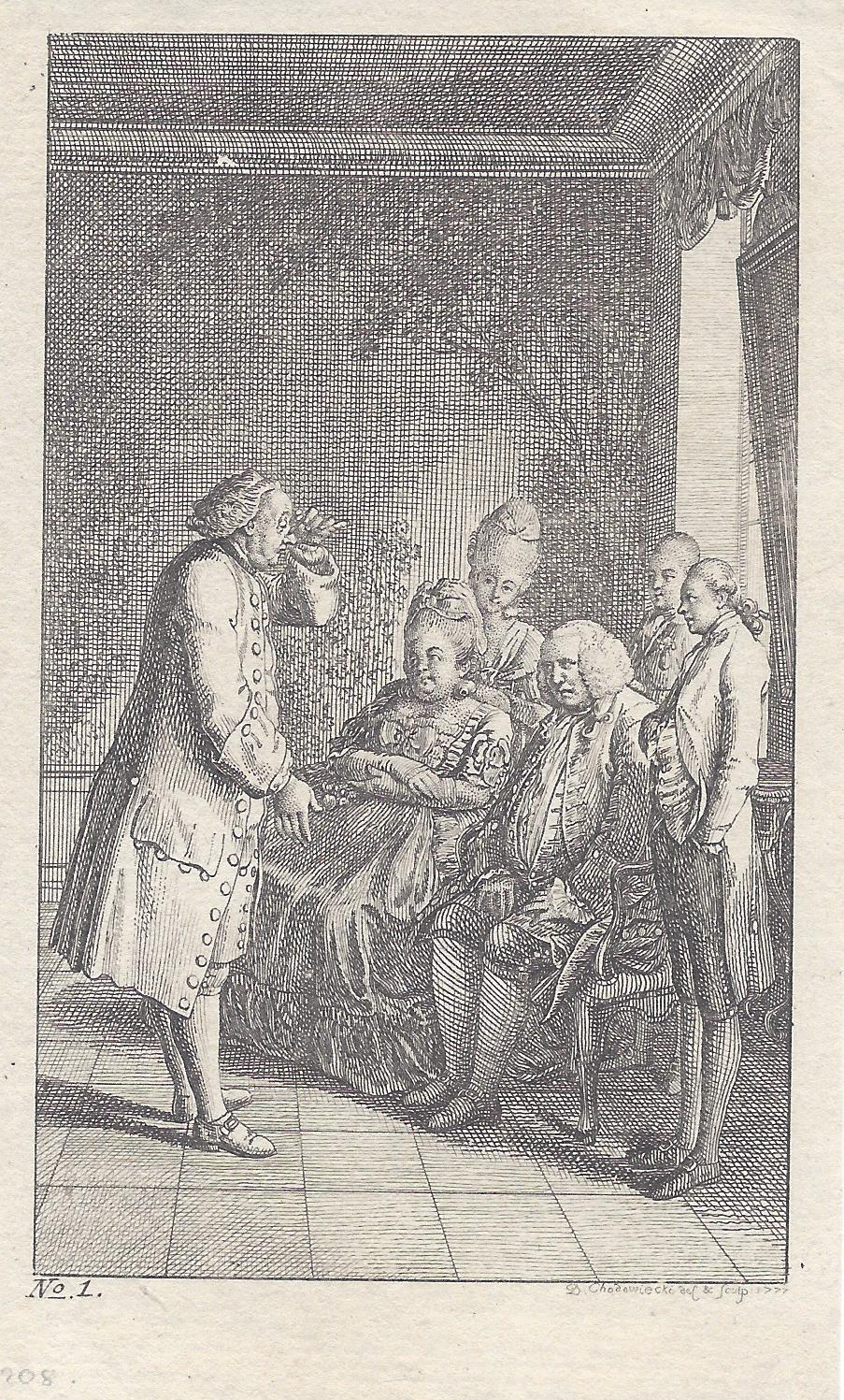
Kapitel 1 vor Seite 3
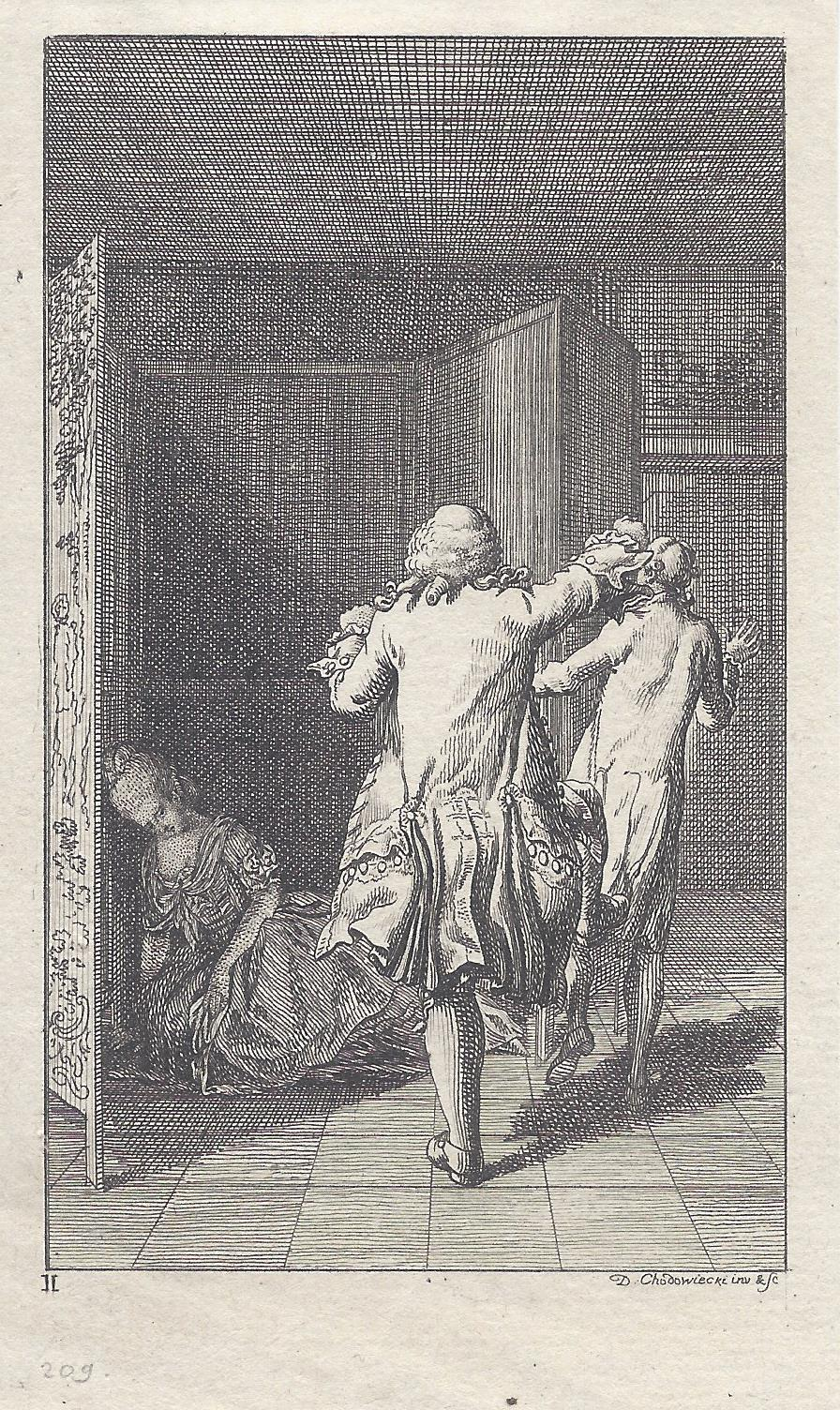
Kapitel 1 vor Seite 7
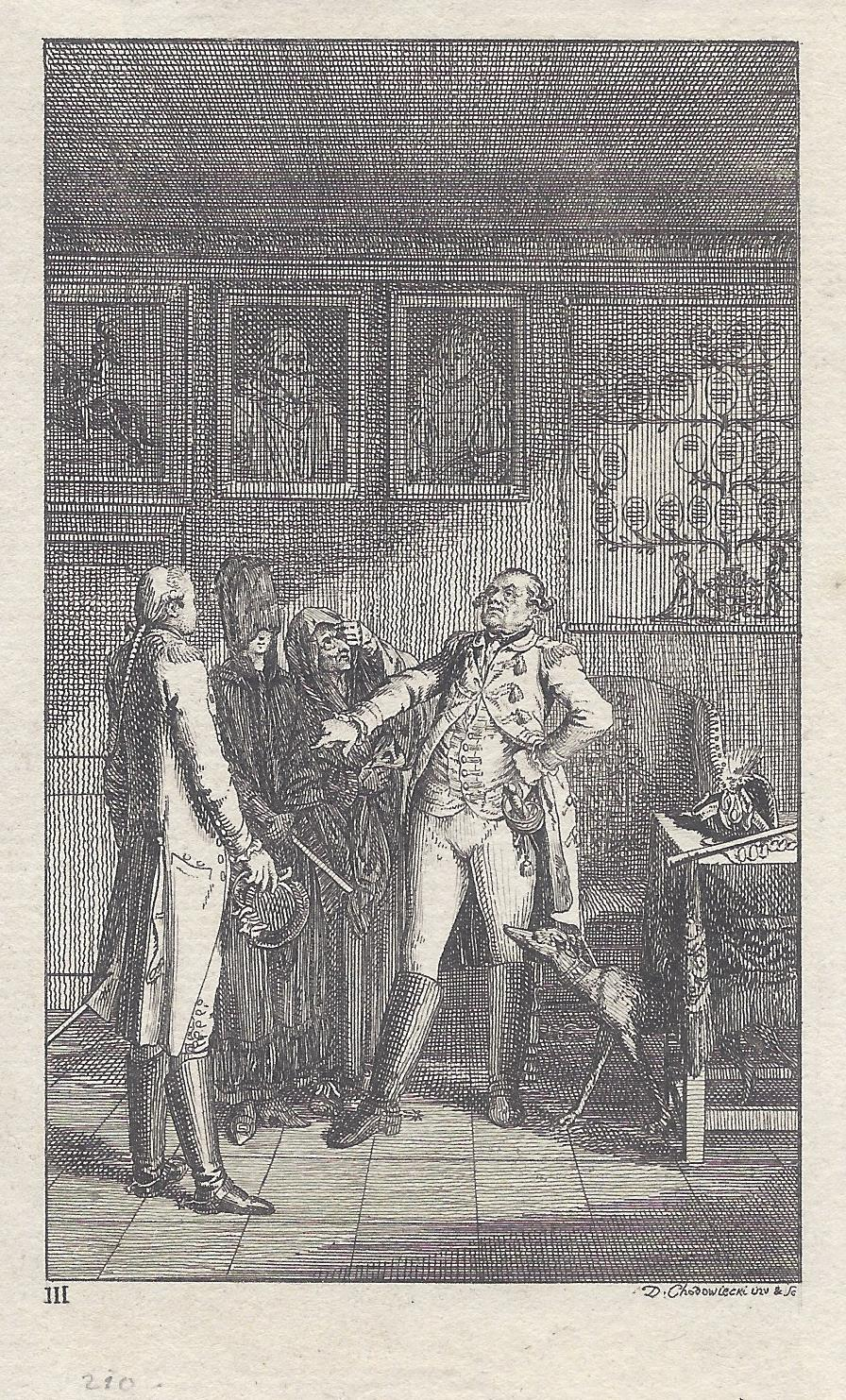
Kapitel 13 vor Seite 63
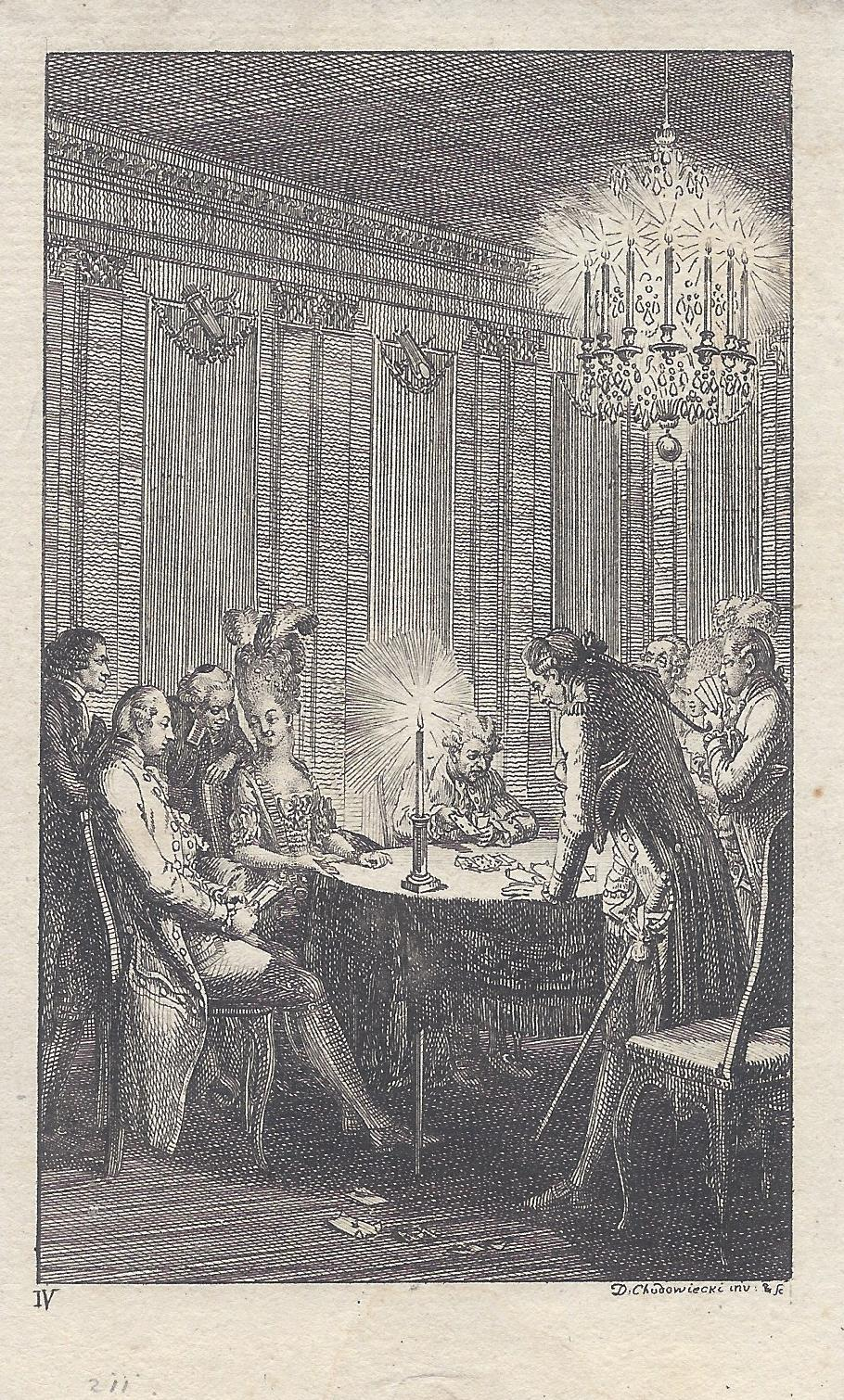
Kapitel 22 vor Seite 123
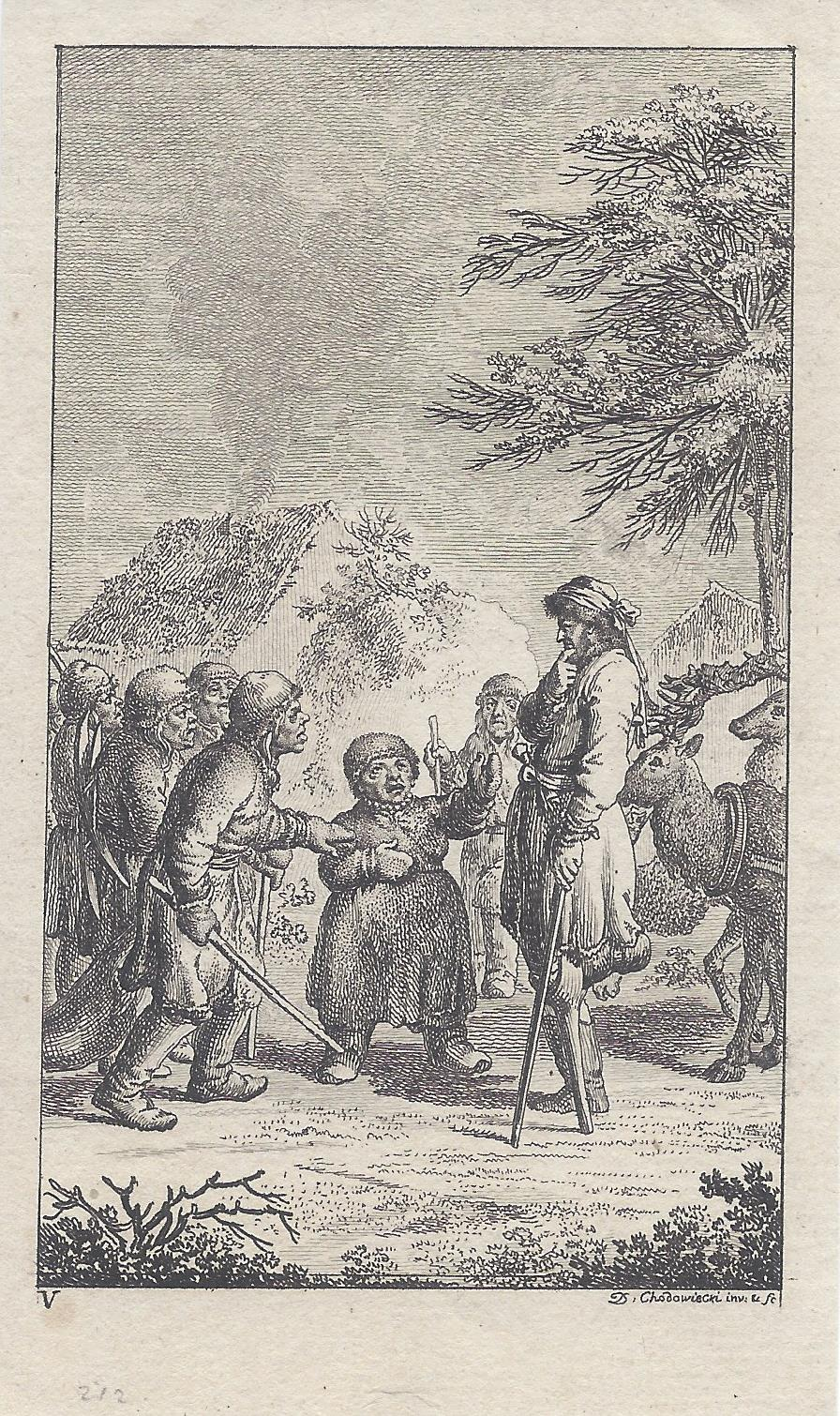
Seconde Partie; Kapitel 11 vor Seite 293

### Jean-Michel Moreau 1787 für die Werkausgabe Kehl 1784–1789

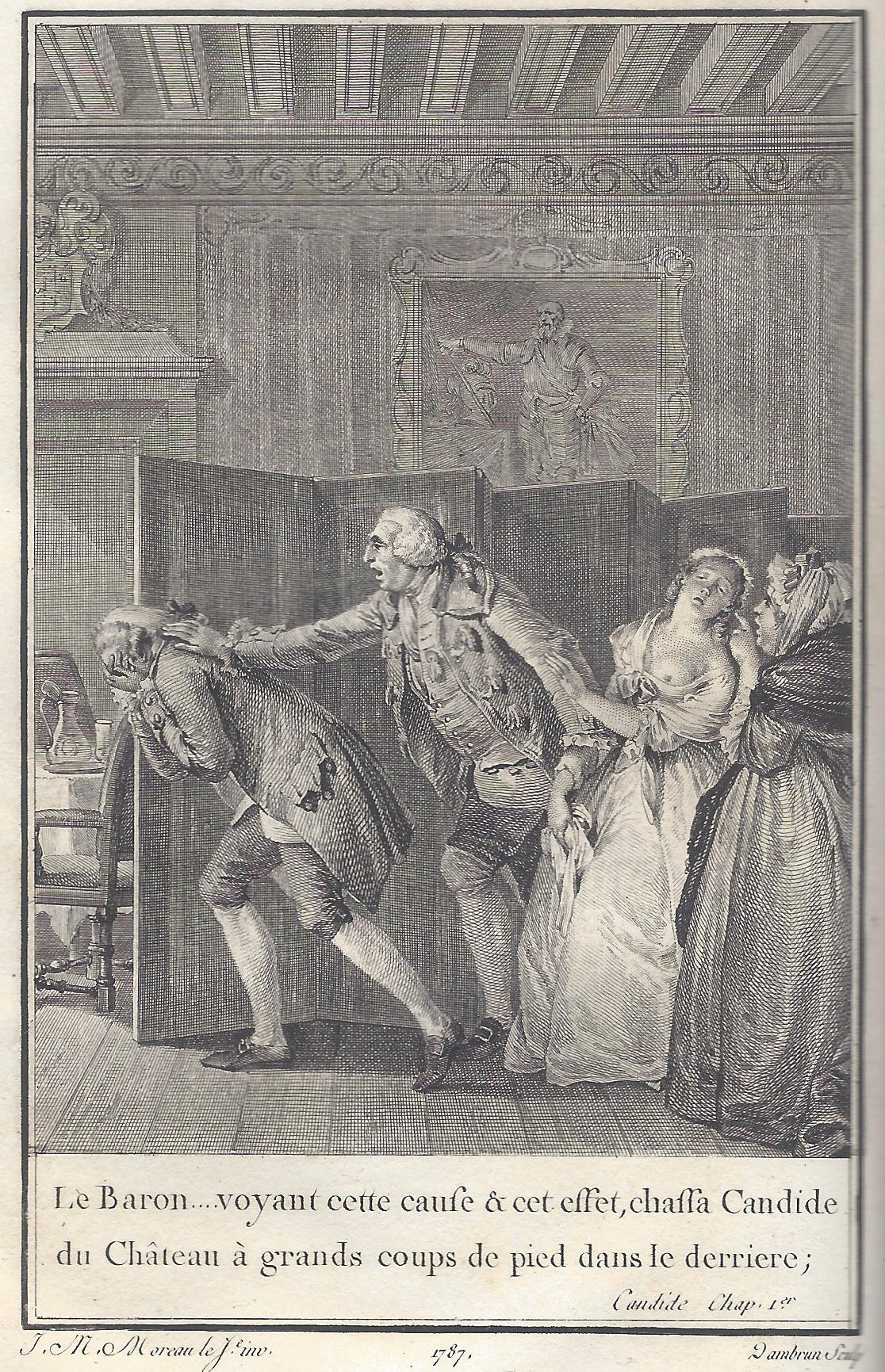
Kapitel 1
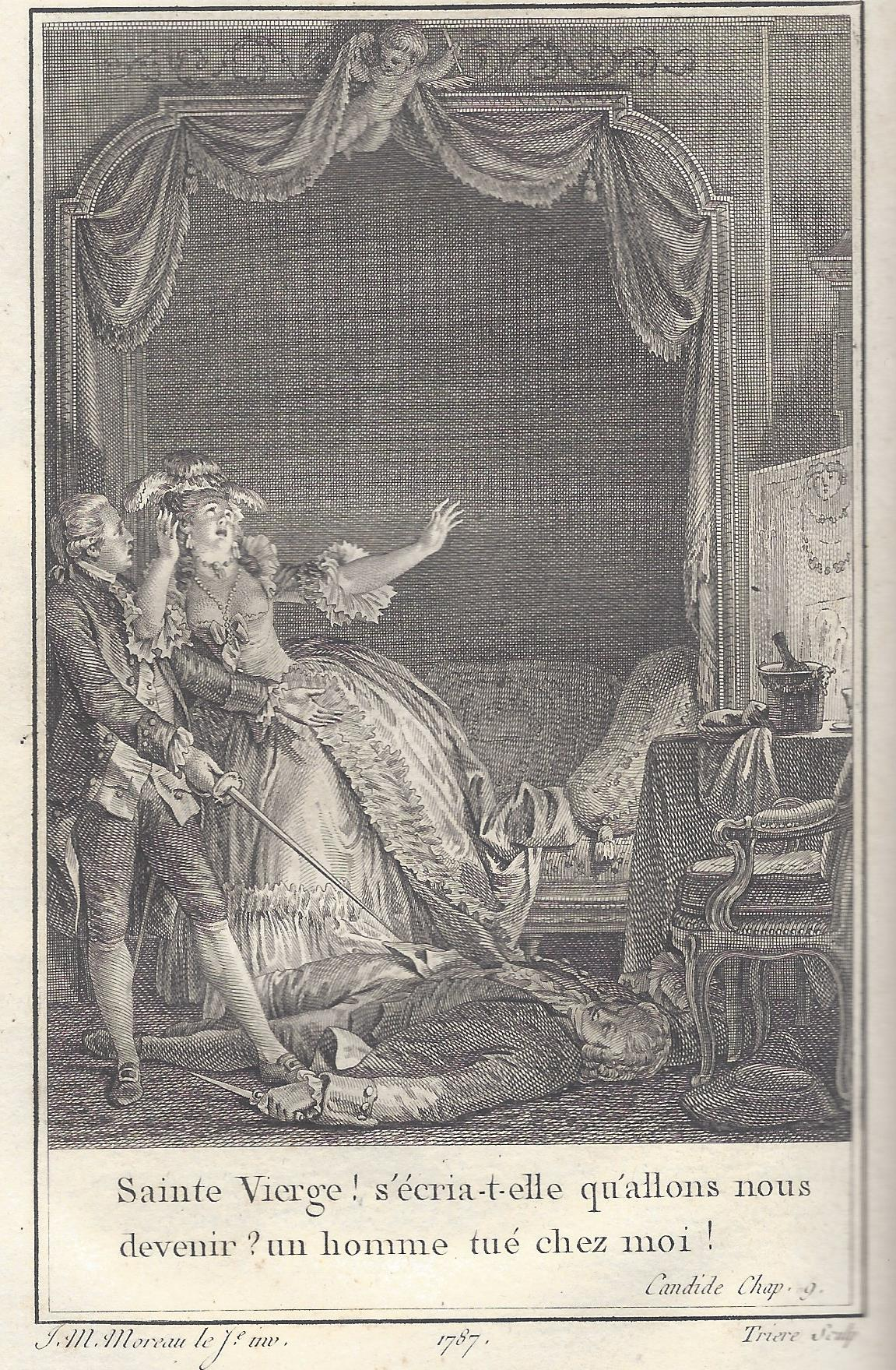
Kapitel 9
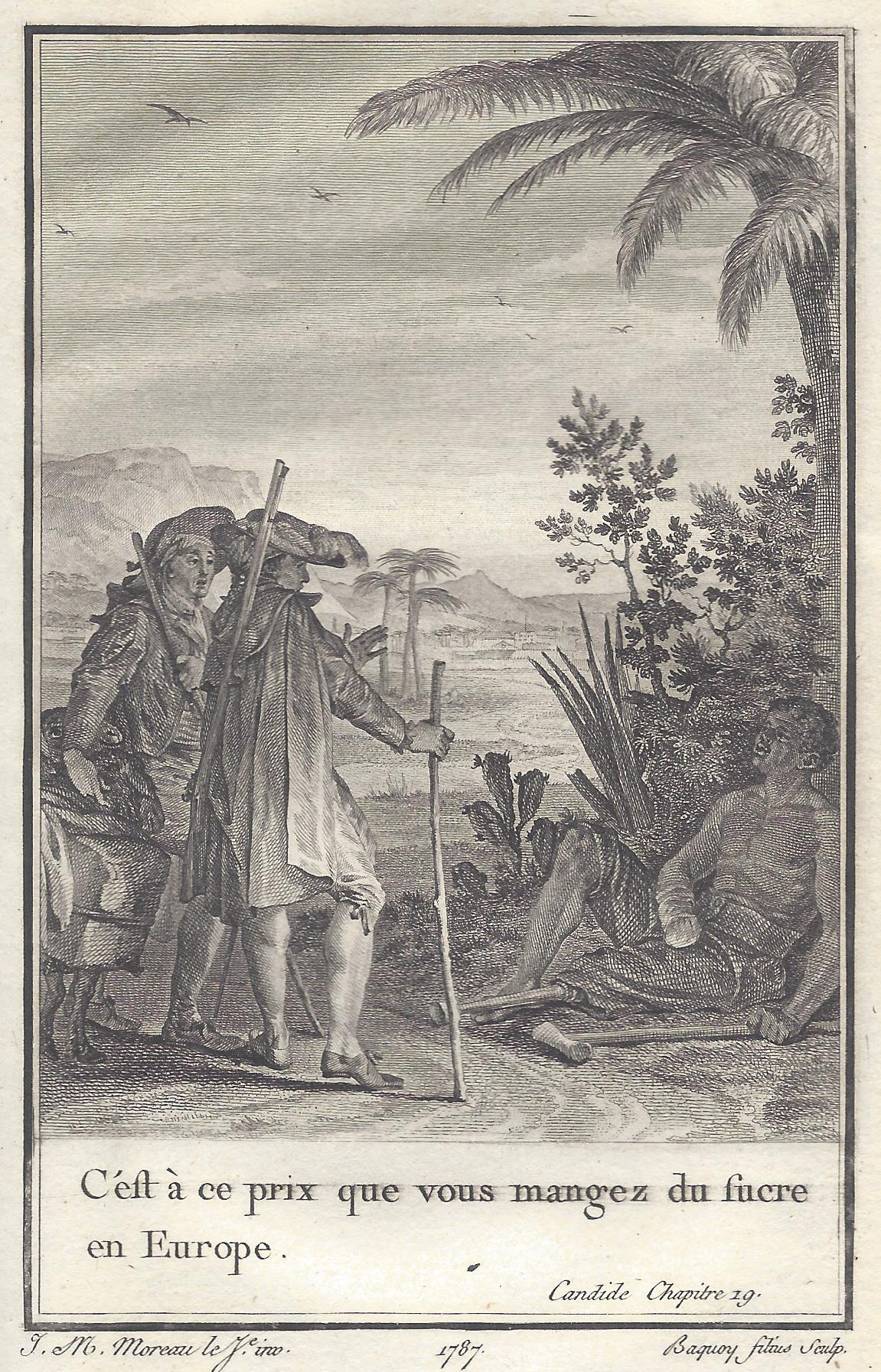
Kapitel 19
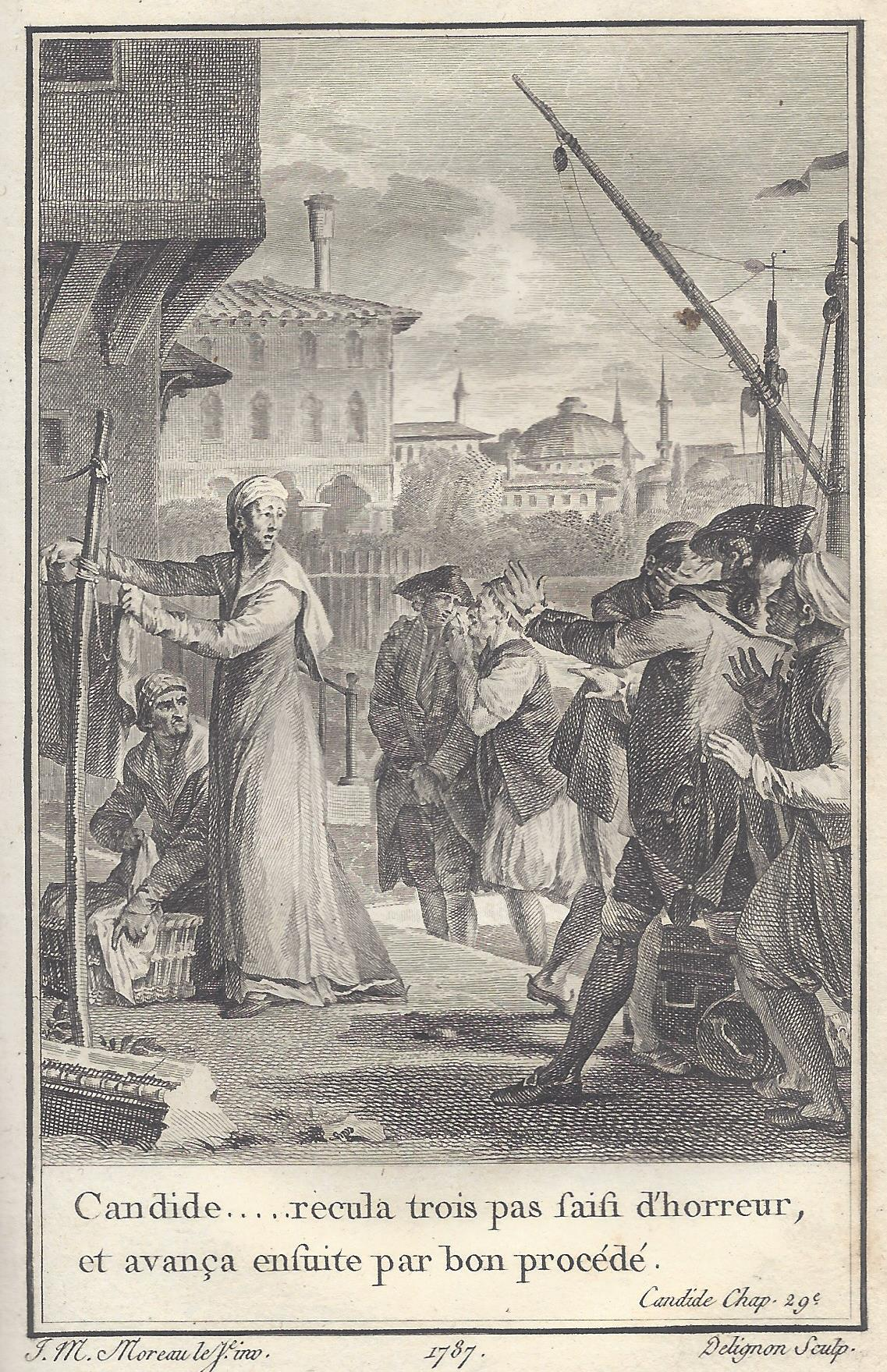
Kapitel 29

### Jean-Michel Moreau 1801 für die nicht erschienene Werkausgabe Renouard

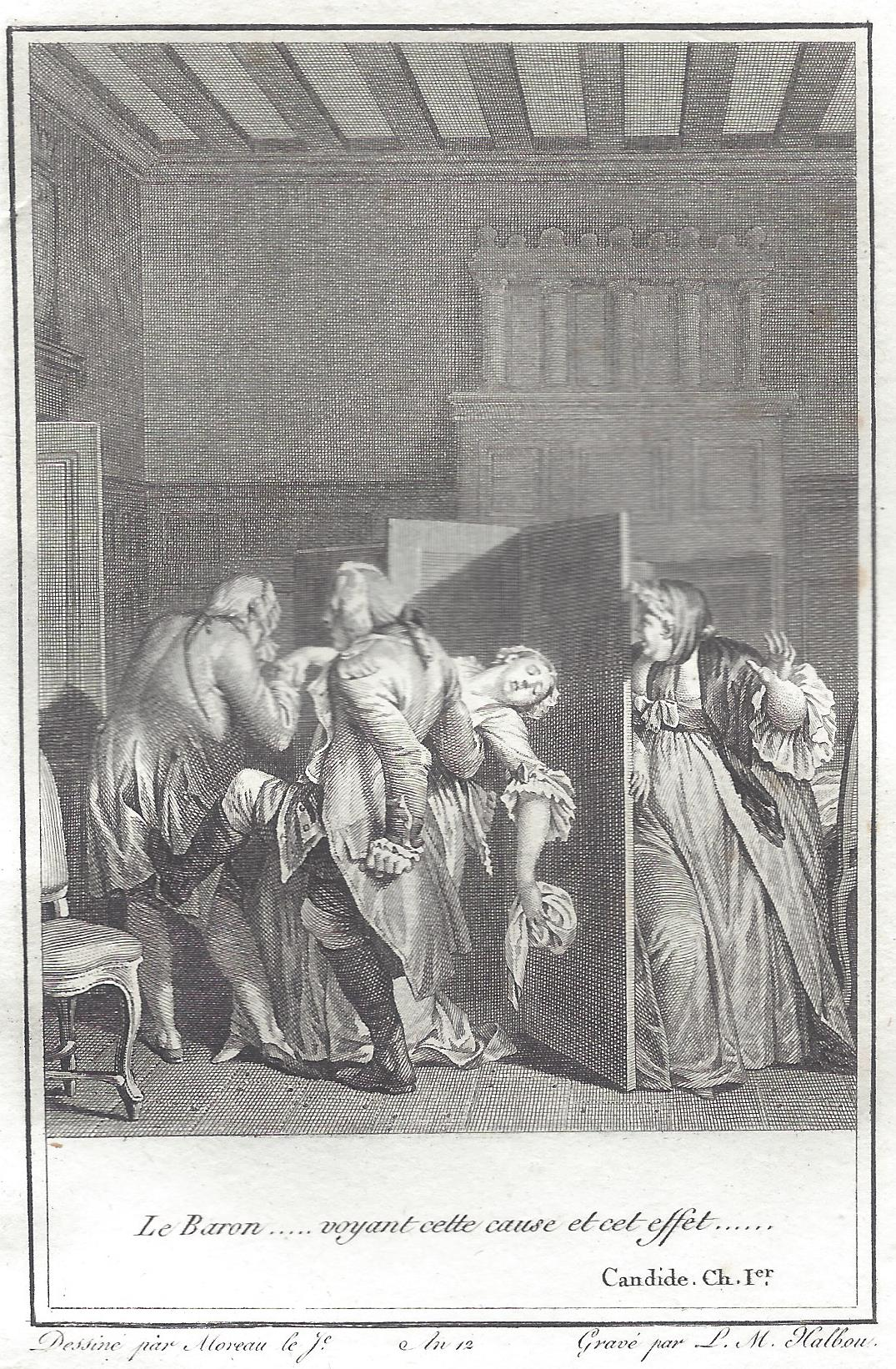
Kapitel 1
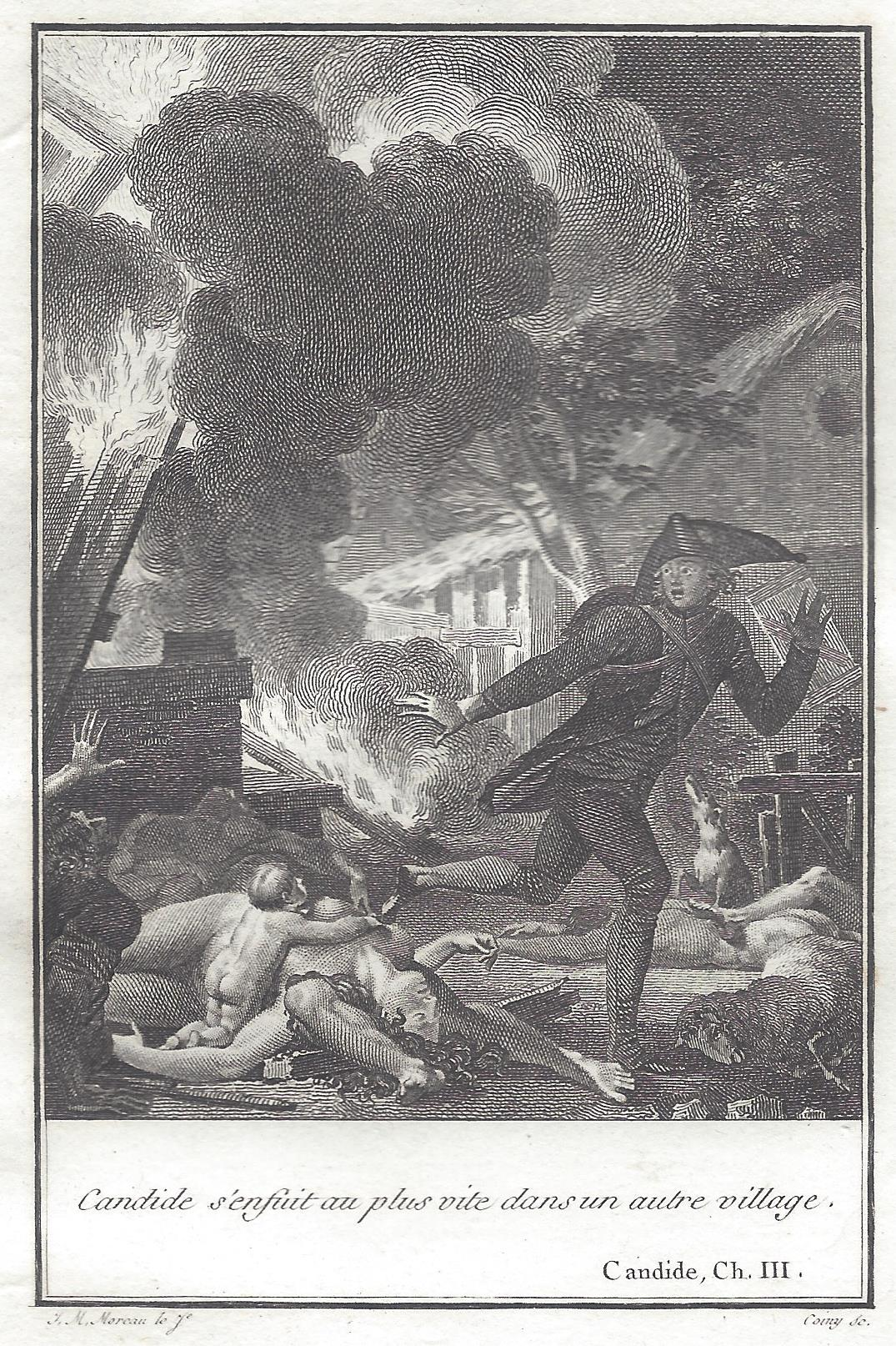
Kapitel 3
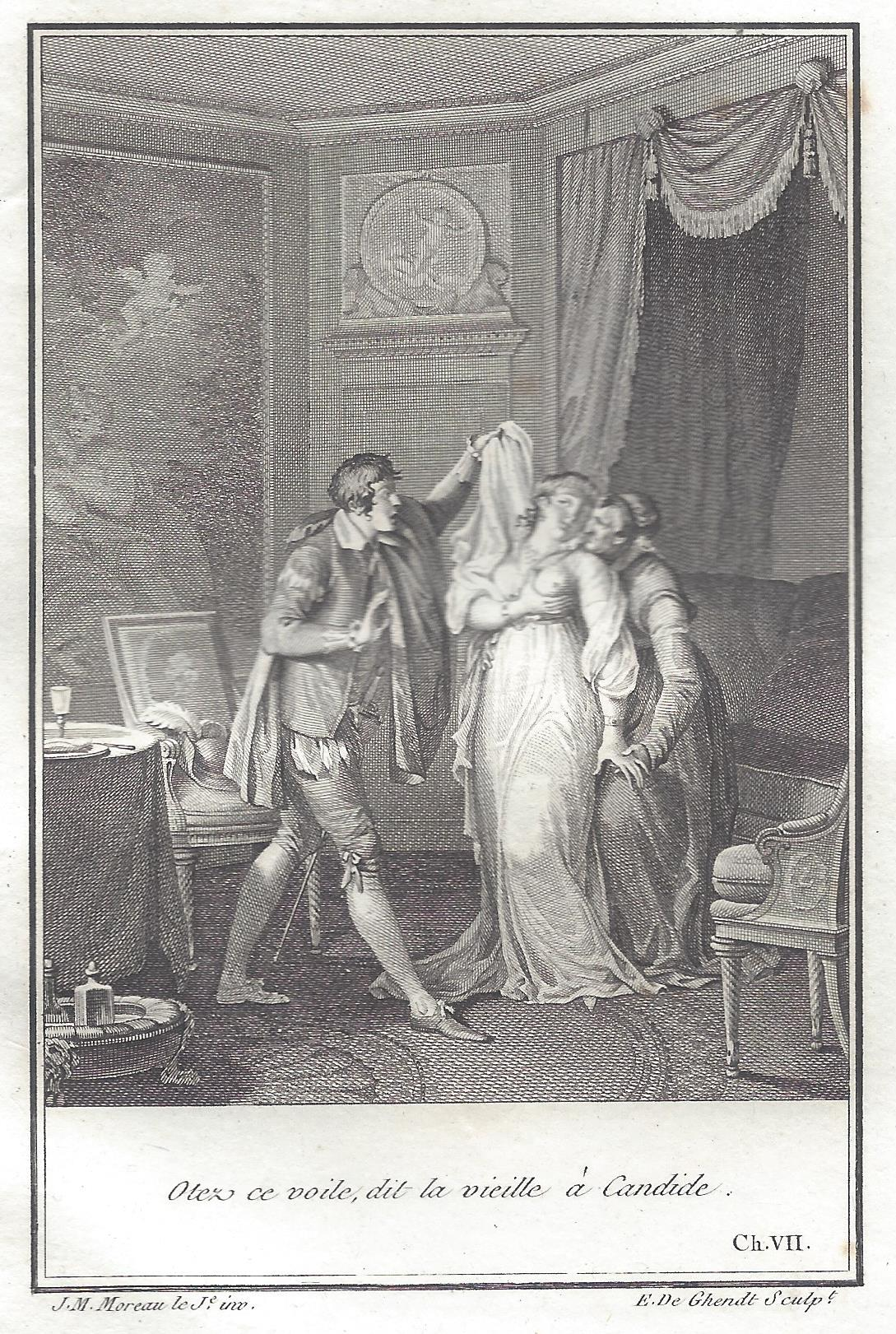
Kapitel 7
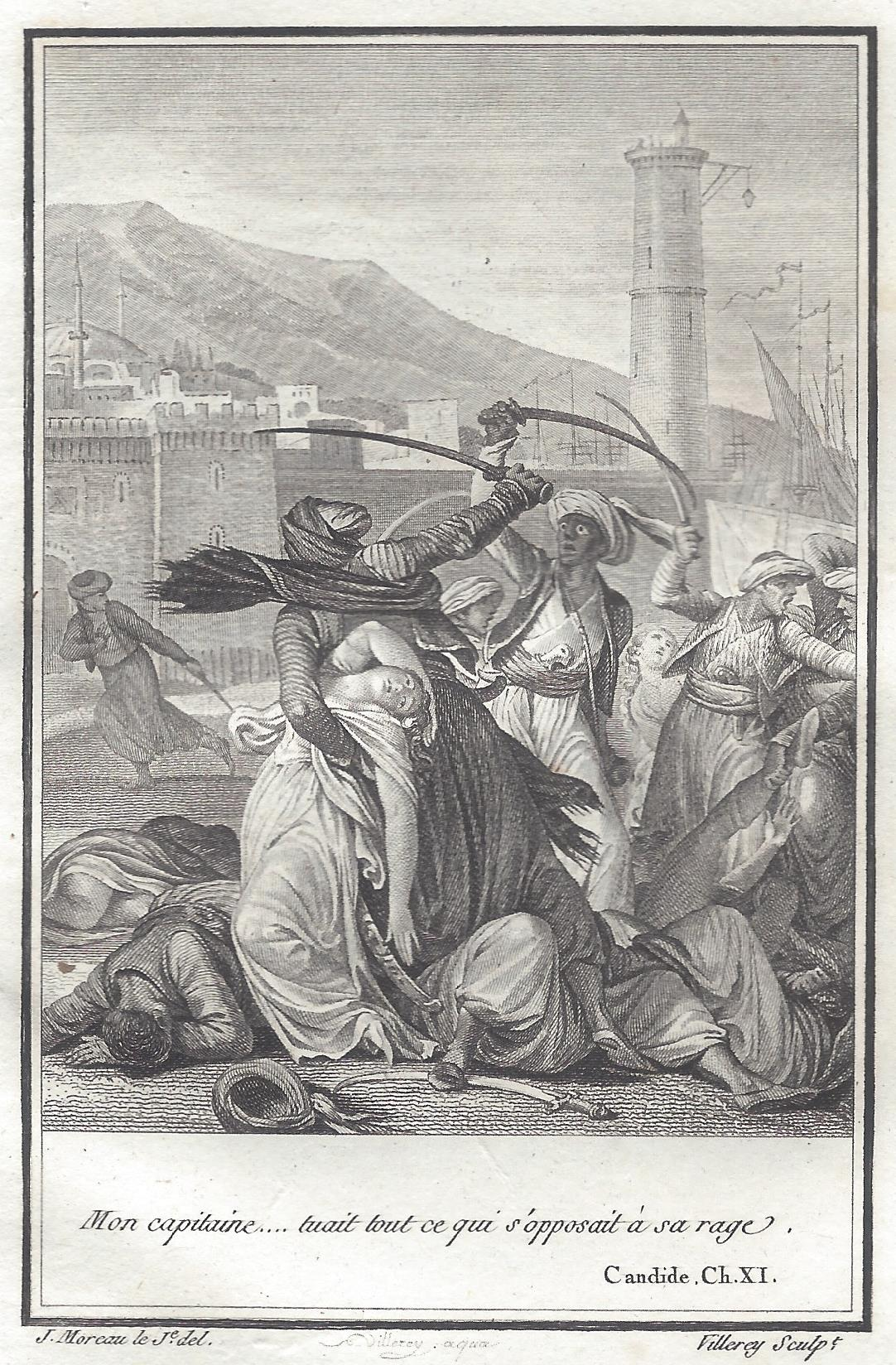
Kapitel 11
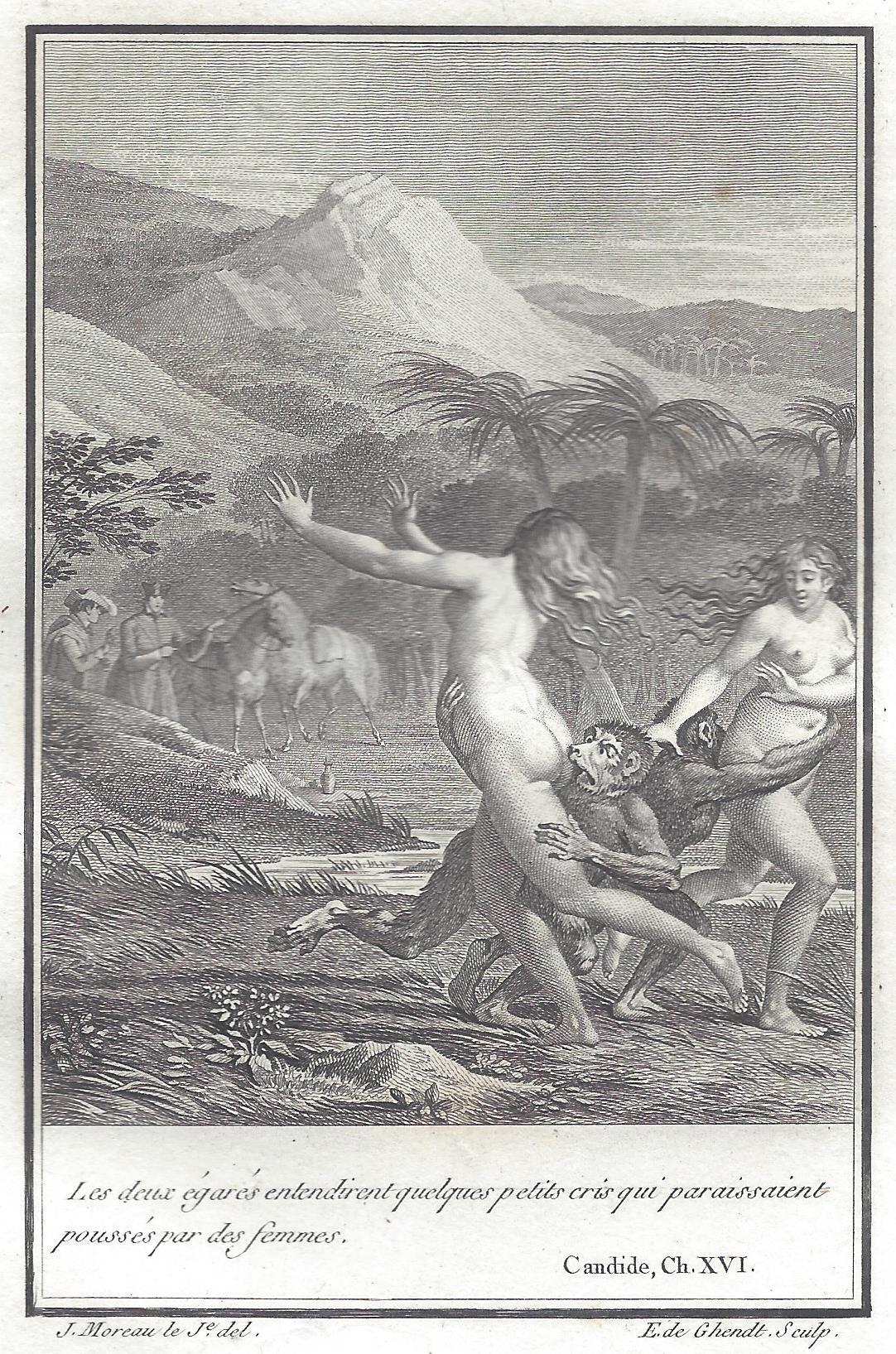
Kapitel 16
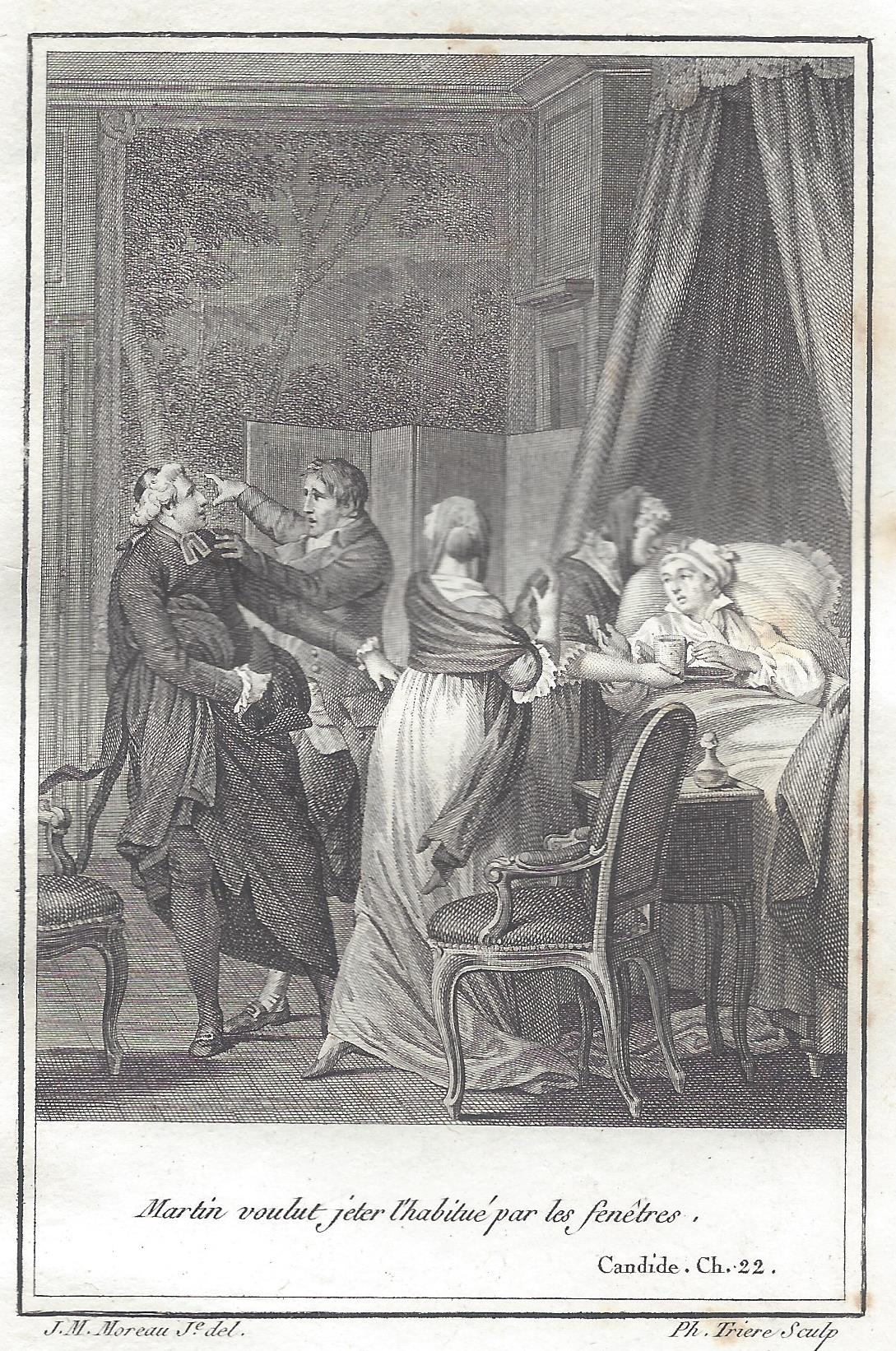
Kapitel 22
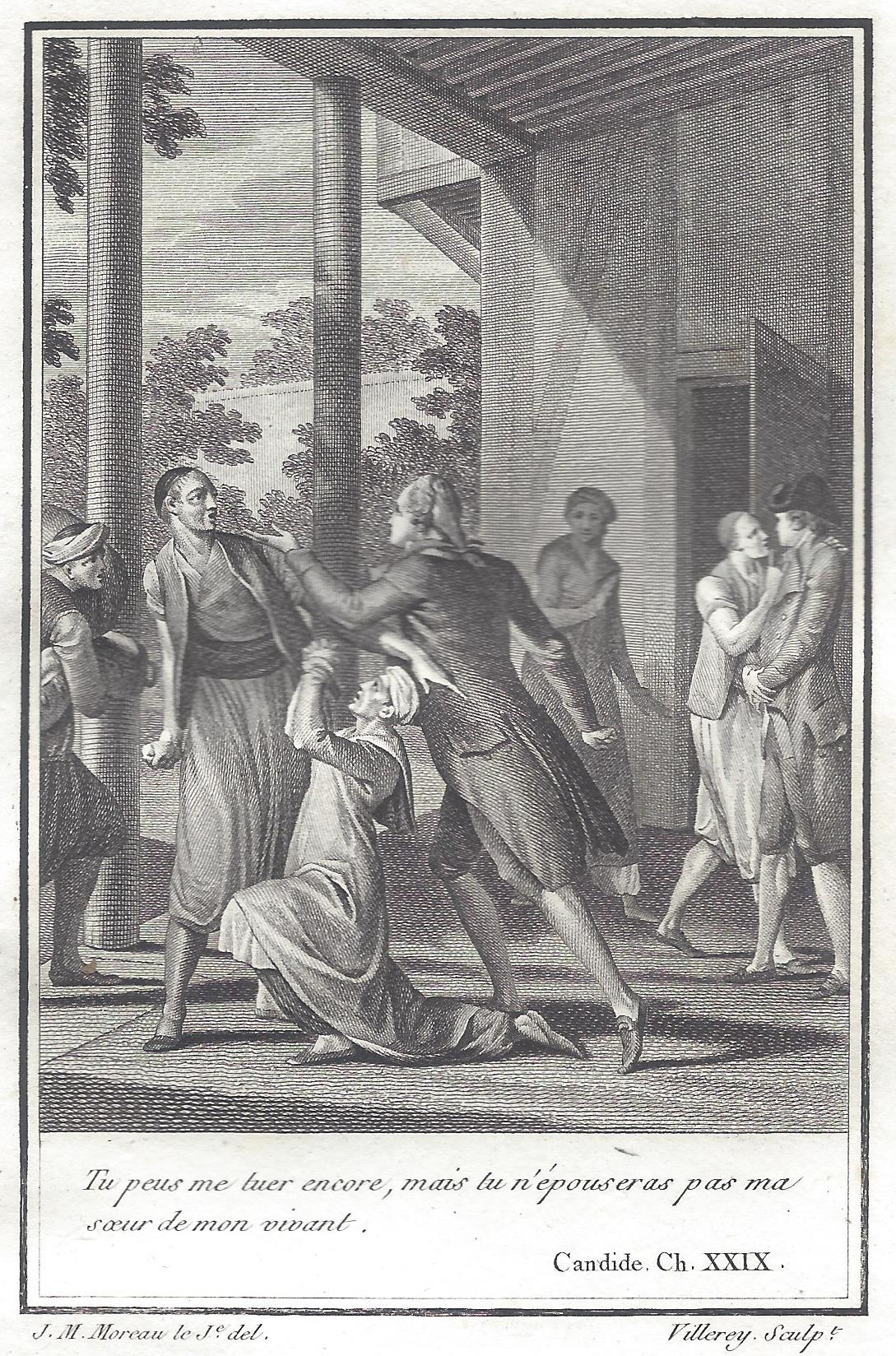
Kapitel 29

## Bearbeitungen
Nach Voltaire haben sich auch andere Schriftsteller der Aufklärung des Stoffes angenommen. Die bekanntesten Werke sind Johann Karl Wezels Belphegor oder die wahrscheinlichste Geschichte unter der Sonne (1776) und Johann Pezzls Faustin oder das philosophische Jahrhundert (1783).
Bereits 1784 wurde eine Episode aus dem 26. Kapitel gekürzt auf die beiden historischen Figuren des Königs Theodor und des Sultans Achmet III. durch Giambattista Casti in ein Libretto umgeschrieben und von Giovanni Paisiello als Il Re Teodoro in Venezia vertont.
1956 schuf Leonard Bernstein das Musical Candide, eine komische Operette in zwei Akten. Bernstein verstand sie musikalisch als „Liebeserklärung an die europäische Musik“. Aufnahme mit dem London Symphony Orchestra: Deutsche Grammophon (1989), Audio-CD Art.-Nr.: 429734-2. Neufassung 1974 als Musical in einem Akt.
1974 erschien der Film Mondo Candido von Gualtiero Jacopetti.
Candide wurde 1977 von Serge Ganzl dramatisiert.

## Aufnahme des Candidestoffes durch andere Autoren
- Louis Olivier de Marconnay: Remerciment de Candide a Mr. de Voltaire, Halle und Amsterdam, Schneider, 1760, 12°, 33 S.
- Charles-Claude-Florent de Thorel de Campigneulles: Candide : ou, L’optimisme, seconde partie, ohne Impressum, 1761, 8°, 131 S.
- Harny de Guerville: Candidamentor, ou le Voyageur grec, histoire traduite du grec, contenant des événements intéressants..., Athen und Paris, Cailleau, 1766, 12°, XXIV, 167 S.
- Simon Nicolas Henri Linguet (Pseud.: Dr. Pangloss): La Cacomonade, histoire politique et morale, traduite de l’allemand du Docteur Pangloss, par le Docteur lui-meme, depuis son retour de Constantinople, Köln (London u. Paris), 1766, 12° 12, 105 (2) S.
- Jean-Henri Maubert de Gouvest: Candide en Dannemarc, Ou L’Optimisme Des Honnêtes-Gens, Genf, 1767, 8°, 236 (2) S.
- Jean-Louis Castilhon: Candide anglois, ou Avantures tragi-comiques d’Amb. Gwinett avant et dans ses voyages aux deux Indes, Frankfurt und Leipzig, Aux dépens de la Compagnie, 1771, 8°, 184 S.
- Samuel Baur: Reisen einer Negerinn : Charakteristische Gemälde aus der gesitteten und rohen Welt; Ein Pendant zu Voltaires Candide; Frei nach dem Französischen bearbeitet, Nürnberg: in der Felßeckerschen Buchhandlung, 1790.
- Etienne François de Lantier: Antoine Bernard et Rosalie, ou le petit Candide, Paris, Ancelle, 1796, 12° 176 S.
- Justus Möser: Anti-Candide. Erstmals von Friedrich Nicolai im Jahr 1798 veröffentlicht; nur in Fragmenten erhalten.
- Jean de Sales: Mémoires de Candide, sur la liberté de presse : la paix générale, les fondemens de l’ordre social, et d’autres bagatelles, Altona, 1802, 301 (2) S.
- Louis François Marie Bellin de la Liborlière: Voyage de M. Candide fils au pays d’Eldorado : vers la fin du dix-huitième siècle : pour servir de suite aux aventures de M. son Père, Paris, Barba, 1803, 224 S.
- Franz Spencer, Ginny G von Bülow: Candide 19. oder das miese Jahrhundert, Berlin, Aufbau-Taschenbücher 1029, 1994, 187 S.

## Candide-Preis
Der Literarische Verein Minden stiftete 2004 den Candide-Preis, einen Literaturpreis, der bis 2011 verliehen wurde. Die Benennung nach Voltaires Werk Candide beruht darauf, dass dessen angeblicher Verfasser „Doktor Ralph“ 1759 in Minden gestorben sein soll (eine Anspielung auf die Schlacht bei Minden).